# Poissirène et Poissoroy
Poissirène (トサキント, Tosakinto, dans les versions originales en japonais) et son évolution, Poissoroy (アズマオウ, Azumao) sont deux espèces de Pokémon de première génération.
Issus de la célèbre franchise de médias créée par Satoshi Tajiri, ils apparaissent dans une collection de jeux vidéo et de cartes, dans une série d'animation, plusieurs films, et d'autres produits dérivés, ils sont imaginés par l'équipe de Game Freak et dessinés par Ken Sugimori. Leur première apparition a lieu au Japon en 1996, dans les jeux vidéo Pokémon Vert et Pokémon Rouge. Ces deux Pokémon sont tous du type eau et occupent respectivement les 118e et 119e emplacements du Pokédex, l'encyclopédie fictive recensant les différentes espèces de Pokémon.

## Création
La franchise Pokémon, développée par Game Freak pour Nintendo et introduite au Japon en 1996, tourne autour du concept de capture et d'entraînement de 150 espèces de créatures appelées Pokémon, afin de les utiliser pour combattre des Pokémon sauvages et ceux d'autres dresseurs Pokémon, qu'il s'agisse de personnages non-joueurs ou d'autres joueurs humains. La puissance des Pokémon au combat est déterminée par leurs statistiques d'attaque, de défense et de vitesse et ils peuvent apprendre de nouvelles capacités en accumulant des points d'expérience ou si leur dresseur leur donne certains objets.

### Conception graphique
La conception de Poissirène et de Poissoroy est le fait, comme pour la plupart des Pokémon, de l'équipe chargée du développement des personnages au sein du studio Game Freak. Leur apparence est finalisée par Ken Sugimori pour la première génération des jeux Pokémon, Pokémon Rouge et Pokémon Vert, sortis à l'extérieur du Japon sous les titres de Pokémon Rouge et Pokémon Bleu,.

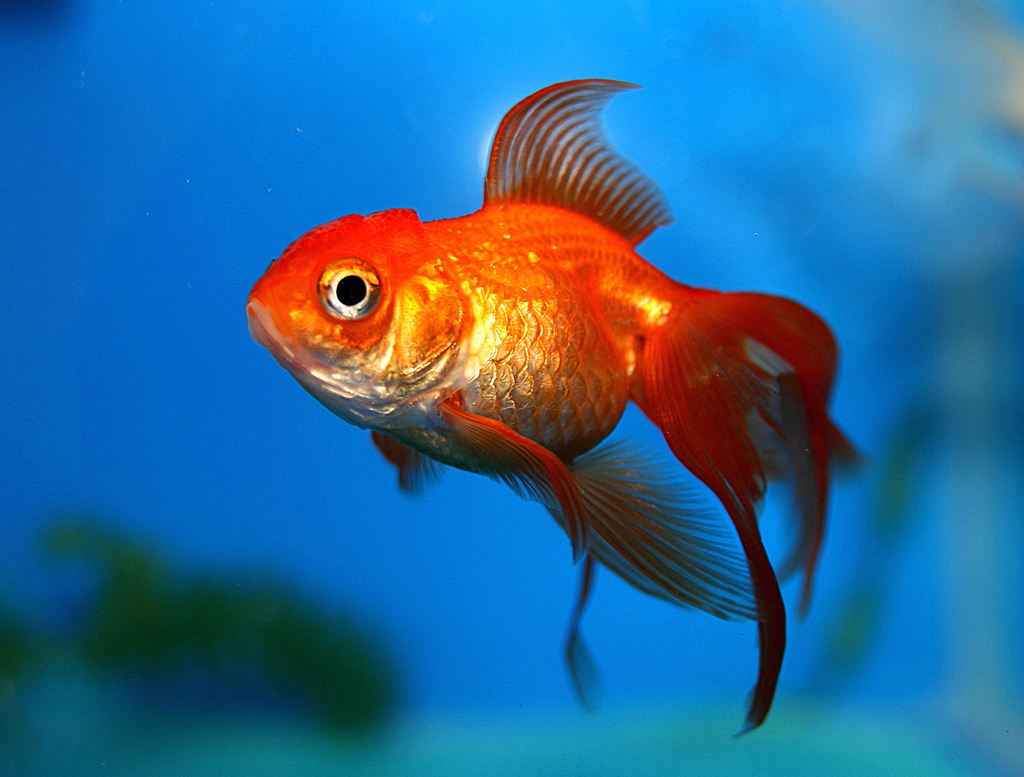
Le poisson rouge a pu inspirer les graphistes.

Nintendo et Game Freak n'ont pas évoqué les sources d'inspiration de ces Pokémon. Néanmoins, certains fans avancent que l'apparence de Poissirène et de Poissoroy soit basée sur le poisson rouge, plus précisément du Azuma Nishiki (東錦) pour Poissoroy. Poissirène et Poissoroy peuvent également être basés sur l'apparence de Matsya, un avatar de Vishnou.

### Étymologie
Poissirène et Poissoroy sont initialement nommés Tosakinto (トサキント) et Azumao (アズマオウ, Azumaō) en japonais. Ces noms sont ensuite adaptés dans trois langues lors de la parution des jeux en Occident : anglais, français et allemand ; le nom anglais est utilisé dans les autres traductions du jeu.
Nintendo choisit de donner aux Pokémon des noms « astucieux et descriptifs », liés à l'apparence ou aux pouvoirs des créatures, lors de la traduction des jeux ; il s'agit d'un moyen de rendre les personnages plus compréhensibles pour les enfants, notamment américains. Tosakinto devient « Goldeen » en anglais, « Goldini » en allemand et « Poissirène » en français, et Azumao s'appelle « Seaking » en anglais, « Golking » en allemand et « Poissoroy » en français. Selon IGN, Goldeen vient du mot anglais « goldfish » (poisson rouge) et devait s'appeler à l'origine « Goldy », et Seaking est un mot-valise composé de « sea » (mer) et de « king » (roi) et aurait dû s'appeler « Neptune », cependant le nom ne peut pas être déposé comme marque. Selon Pokébip, les noms français sont des mots-valises composés de « poisson » et respectivement de « sirène », et de « roi ».

## Description
Ces deux Pokémon sont l'évolution l'un de l'autre : Poissirène évolue en Poissoroy. Dans les jeux vidéo, cette évolution survient en atteignant le niveau 33,.
Comme pratiquement tous les Pokémon, ils ne peuvent pas parler : lors de leurs apparitions dans les jeux vidéo tout comme dans la série d'animation, ils ne peuvent pas parler et ne sont seulement capables de communiquer verbalement en répétant les syllabes de leur nom d'espèce en utilisant différents accents, différentes tonalités, et en rajoutant du langage corporel.

### Poissirène
Poissirène est un Pokémon de type eau et est issu de la première génération. Il occupe la cent-dix-huitième place du Pokédex. c'est un poisson de couleur blanc et de couleur rouge orangé. Il a une corne sur sa tête.

### Poissoroy
Poissoroy est un Pokémon de type eau et est issu de la première génération génération. Il occupe la cent-dix-neuvième place du Pokédex. C'est un poisson de couleur blanc, rouge orangé et noir. Comme sa pré-évolution il possède une corne. 

## Apparitions

### Jeux vidéo
Poissirène et Poissoroy apparaissent dans la série de jeux vidéo Pokémon. Poissirène et Poissoroy apparaissent pour la première fois dans Pokémon Rouge et Vert (Japon) et dans Pokémon Rouge et Bleu (en Europe et aux États-Unis). D'abord en japonais, puis traduits en plusieurs autres langues, ces jeux ont été vendus à plus de 200 millions d'exemplaires à travers le monde. Ils font leur première apparition le 27 février 1996, dans les jeux japonais Pocket Monsters Aka (ポケットモンスター 赤, Poketto Monsutā Aka, Pocket Monsters Rouge) et Pocket Monsters Midori (ポケットモンスター 緑, Poketto Monsutā Midori, Pocket Monsters Vert) (remplacé dans les autres pays par la version Bleue). Depuis la première édition de ces jeux, Poissirène et Poissoroy sont réapparus dans les versions jaune, or, argent, cristal, rubis, saphir, émeraude, rouge feu, vert feuille, diamant et perle.
Il est possible d'avoir un œuf de Poissirène en faisant se reproduire deux Pokémon dont au moins un Poissirène ou un Poissoroy femelle. Cet œuf éclot après 5 120 pas et un Poissirène de niveau 5 en sort. Poissirène et Poissoroy appartiennent au groupe d'œuf eau 2 et ont les capacités « Glissade », « Ignifu-voile » et « Paratonnerre ».

### Série télévisée et films
La série télévisée Pokémon ainsi que les films sont des aventures séparées de la plupart des autres versions de Pokémon et mettent en scène Sacha en tant que personnage principal. Sacha et ses compagnons voyagent à travers le monde Pokémon en combattant d'autres dresseurs Pokémon. La dresseuse Ondine a un Poissirène qu'elle dévoile dès le second épisode, Un Pokémon aux urgences.

## Réception
Poissoroy est devenu un mème Internet appelé « Fuck Yeah Seaking ! », qui peut être traduit par « Putain ouais Poissoroy ! », où le Pokémon détruit tout sur son passage. L'extinction des dinosaures et le naufrage du Titanic, entre autres, seraient dû à Poissoroy.